# Harusův kopec
Harusův kopec (743 m n.m.) je nejvyšší vrchol Křižanovské vrchoviny. Nachází se v okrese Žďár nad Sázavou (Kraj Vysočina) mezi Radňovicemi, Jiříkovicemi a Novým Městem na Moravě na území CHKO Žďárské vrchy. Kopec byl pojmenován po svém majiteli z 18. století. Od roku 1920 stála na vrcholu dřevěná turistická chata, ve které byl dne 14. listopadu 1940 zatčen gestapem generál Josef Bílý. Chata v roce 1942 vyhořela a již nebyla obnovena. Dnes zde stojí z daleka viditelný televizní vysílač (nepřístupný). Na východním svahu se nachází známá sjezdovka (nejnavštěvovanější na Vysočině) a o kousek dál lyžařský a biatlonový areál u hotelu SKI. Z této strany vede na vrchol také trasa terénního testu zdatnosti.

## Skiareál
Sjezdovka na východním úbočí (modrá) má délku 550 m a převýšení 110 m. Je tu jedna sedačková lanovka s délkou 453 m. Svah je strojně upravován, je zde možnost umělého zasněžování a nočního lyžování (umělé osvětlení). Kapacita areálu je 1050 os./hod.

## Přístup
- po modré  značce z Jiříkovic přes rozcestí Pod Harusovým kopcem nebo z druhé strany od hotelu SKI
- po červené  místní značce z Jiříkovic přes rozcestí Pod Harusovým kopcem nebo z druhé strany od hotelu SKI
- po modré  místní značce od rozcestí Pod Harusovým kopcem nebo z druhé strany od hotelu SKI